# 紅色葡萄園
紅色葡萄園（The Red Vineyard）是一幅荷蘭後印象派畫家文生·梵谷創作於1888年11月的油畫，也是他在生時唯一一幅賣出的畫作。

## 創作背景
梵高在1888年2月從巴黎來到法國南部城市阿爾勒。期間，他被當地陽光普照的景色所吸引，並不時到戶外寫生，而植物和田園則是他最喜歡的入畫對象。同年10月，他路經某葡萄園，被這兒的景色深深吸引著，因而萌生出創作念頭。他在寫給弟弟西奧的信中表示﹕「星期天，我看到了一片深得像紅酒的葡萄田，落日的餘暉將雨後的田野灑上了黃金和深紅及暗紫色。」《紅色葡萄園》應運而生。

## 分析
《紅色葡萄園》見證著梵高在畫風上的轉變。在荷蘭和巴黎時，梵高的畫作多以藍色、灰色或是綠色為主調，即使是來到阿爾的初期，他的作品還離不開用這些顏色為背景，只是色彩較之前的鮮明。然而，在阿爾一段日子後，梵高漸漸開始採用較鮮艷的色彩為主調，在這幅畫作中，它的主色就是紅色和黃色。儘管如此，藝術評論家依然認為這畫帶有梵高常見的抑鬱色彩。

## 後續
在畫作完成的15個月後，西奧的友人莫斯協助梵高把《紅色葡萄園》等作品帶到比利時的布魯塞爾，參加「1890年1月開幕二十人聯展」。在展覽期間，畫家波克的妹妹安娜以400法郎（約相當於現今1000美金）把《紅色葡萄園》買下，這是梵高在生時唯一一幅賣出的作品。分析相信，安娜之所以買下該畫除了是因為她喜歡以外，還有她想幫助窮困的梵高文森以及令她的弟弟（從事畫商的西奧）覺得欣慰。此後，安娜把這畫藏在家中，以供自己和到訪的友人欣賞。1906年，她以1萬法郎把畫作賣出。同年，俄羅斯商人谢尔盖·休金（Sergei Shchukin）購入該畫，並把它藏在位置莫斯科的家中。
1918年11月，俄羅斯革命爆發，谢尔盖·休金逃到巴黎。苏俄政府把他在莫斯科的空宅改造為国立西方艺术博物馆的第一部分 (俄语：Государственный музей нового западного искусства)，《紅色葡萄園》也因此留在莫斯科。1948年，蘇聯最高領導人史太林以「太具資本主義意識」為由把博物館合并，梵高的作品被調到位於聖彼得堡的埃爾米塔日博物館。至今，《紅色葡萄園》依然藏在該博物館中。

## 資料來源
1. 1 2 3  《梵谷星月夜》 153 何恭上
2. ↑  "The Red Vineyard: The only picture Vincent Van Gogh ever sold" 《華盛頓時報》 2 8 2011
3. 1 2 3 4  .   [2016-06-12]. （原始内容存档于2016-05-27）.